# Jimmy Swaggart
Jimmy Lee Swaggart, né le 15 mars 1935 à Ferriday et mort le 1er juillet 2025 à Bâton-Rouge, est un pasteur et prédicateur télévangéliste américain. C'est également un artiste de musique gospel et un magnat des médias.
Figure emblématique du pentecôtisme au cours de la seconde moitié du XXe siècle, il tombe en disgrâce dans les années 1980 et 1990, à la suite d'un retentissant scandale sexuel impliquant des prostituées.